# Гай-Займи (заповідне урочище)
Гай-За́йми — заповідне урочище, розташоване неподалік від села Плішивець Гадяцького району Полтавської області. Було створене відповідно до постанови Полтавської облради № 74 від 17 квітня 1992 року.

## Загальні відомості
Землекористувачем є ДП «Гадяцький лісгосп», Вельбівське лісництво, квартали 1, 2, площа — 114 гектара. Розташоване на південь від села Плішивець Гадяцького району.
Урочище створене з метою збереження лісових масивів в долині річки Псел — широколистяних на заплаві та дубово-соснових насаджень на уступі та боровій терасі з типовим рослинним та тваринним світом. Осередок збереження рідкісних видів рослин (6) і тварин (16).